# Constant Delessert
Pour l’article homonyme, voir Delessert.
Adrien Constant de Rebecque dit Constant-Delessert, né à Lausanne le 22 septembre 1806 et mort dans la même ville le 30 mai 1876, est un photographe vaudois.

## Biographie
Originaire d'Hermenches et de Villars-Mendraz, fils d'Auguste (cousin germain de Benjamin Constant) et de Louise-Angélique Polier, petit-fils de David-Louis Constant de Rebecque (en), Adrien Constant de Rebecque épouse en 1833 Julie Delessert, fille de Baptiste, de la famille des banquiers et industriels. Officier au service de France aux Gardes suisses (1825-1830). Juge de paix, député au Grand Conseil vaudois et membre de la municipalité de Lausanne (1838-1845).
Dès 1846, Constant de Rebecque s'intéresse à la photographie, dont il expérimente notamment les procédés au collodion, à l'albuminate et au café sec. Élève de L. Fr. Compar, Constant Delessert est le maître d'Auguste Bauernheinz, Paul Vionnet (1845) et de Jean Walther (1845). Fondateur de la Société anonyme de l'atelier photographique du Grand-Pont, membre de la Société française de photographie dès 1861 (tout comme les cousins de sa femme), il expose pour la première fois à Paris en 1859 et opte pour le nom de Constant Delessert, sous lequel il acquiert une réputation internationale. Il publie de nombreux articles en Suisse, en France et en Grande-Bretagne.
Il est abbé-président de l'Abbaye de l'Arc, à Lausanne, et propriétaire de plusieurs grandes demeures dans la région lausannoise, dont le château de Jouxtens-Mézery, et la maison de l'Élysée. En 2011, onze albums de photographies prises entre 1857 et 1876 sont mis en vente à Paris. Dix albums ont pu être acquis grâce aux efforts conjoints des principales institutions helvétiques intéressées, à savoir le Musée de l'Élysée, le Musée historique de Lausanne, la Fotostiftung Schweiz à Winterthour, et le Musée national suisse, qui se sont réparti cette précieuse documentation.

## Pour approfondir